# 金湖路街道
金湖路街道原是中国山东省青岛市市南区下辖的一个街道，先已并入八大湖街道。2019年9月，以现八大湖街道办事处南京路中心线为界，西部为金湖路街道办事处，辖徐州路、泰州路、延吉路和亢家庄4个社区居委会，面积2.08平方公里，人口4.2万人，街道办事处机关驻地宁夏路129号青牧大厦B座。

## 行政区划
金湖路街道下辖亢家庄社区、泰州路社区、徐州路社区、金湖路社区、延吉路社区。